# Кадишево (Гірськомарійський район)
Ка́дишево (рос. Кадышево, марій. Вопшанэҥер) — присілок у складі Гірськомарійського району Марій Ел, Росія. Входить до складу Червоноволзького сільського поселення.

## Населення
Населення — 69 осіб (2010; 84 у 2002).
Національний склад (станом на 2002 рік):
- марі — 99 %